# San Francisco Telixtlahuaca (kommun)
San Francisco Telixtlahuaca är en kommun i Mexiko.   Den ligger i delstaten Oaxaca, i den sydöstra delen av landet, 300 km sydost om huvudstaden Mexico City.
Följande samhällen finns i San Francisco Telixtlahuaca:
- San Francisco Telixtlahuaca
- San Sebastián Sedas
- Ojo de Agua
- Santa Cruz el Salto